# Associazione Calcio Perugia 1979-1980
Questa voce raccoglie le informazioni riguardanti l'Associazione Calcio Perugia nelle competizioni ufficiali della stagione 1979-1980.

## Stagione

Una fase di Perugia-Dinamo Zagabria del 19 settembre 1979, esordio dei grifoni in Coppa UEFA.

Per la stagione 1979-1980, l'allenatore Ilario Castagner venne confermato in panchina, così come la gran parte dell'organico artefice dell'ottima annata precedente. Per quanto concerne il mercato, l'estate 1979 vide soprattutto l'arrivo in Umbria del bomber azzurro Paolo Rossi, giunto in prestito dal retrocesso Lanerossi Vicenza; tra gli altri rinforzi, ci furono il giovane centrocampista Giuseppe De Gradi dalla Cremonese, e l'esperto attaccante Egidio Calloni dal Verona, mentre dal settore giovanile vennero promossi in prima squadra Celeste Pin, Daniele Tacconi e Mauro Vittiglio
Nonostante l'acquisto di Pablito facesse presagire a un nuovo campionato di alta classifica, il Perugia – che il 28 ottobre 1979 perse dopo 37 gare l'imbattibilità nei campionati, a causa di una sconfitta interna con il Torino – disputò una stagione globalmente al di sotto delle aspettative. La situazione precipitò il 23 marzo 1980, quando la Guardia di Finanza fece irruzione negli spogliatoi dell'Olimpico di Roma (dove i biancorossi avevano disputato la gara di campionato contro la Roma, perdendo per 0-4) arrestando importanti giocatori come Mauro Della Martira, Luciano Zecchini e lo stesso Rossi: questi furono accusati di essere coinvolti nel cosiddetto scandalo del Totonero, riguardante un giro di partite truccate mediante le scommesse illegali.
Dal processo federale che ne seguì furono comminate pesanti condanne ai tesserati (cinque anni a Della Martira, tre a Rossi e Zecchini), più 5 punti di penalizzazione da scontare nella stagione successiva. In tale contesto il Perugia smarrì la strada, concludendo il campionato di Serie A al settimo posto della graduatoria.
In quella stessa stagione il Perugia ebbe modo di esordire nelle competizioni confederali disputando la Coppa UEFA: dopo aver eliminato al primo turno gli jugoslavi della Dinamo Zagabria, il cammino biancorosso in Europa s'interruppe ai sedicesimi di finale per mano dei greci dell'Arīs Salonicco.

## Divise

Bagni e Rossi in Perugia-Roma del 26 agosto 1979, esordio dello sponsor di maglia nel calcio italiano: il solo Pablito non poté sfoggiare il marchio, a causa di un suo precedente accordo pubblicitario a livello personale.

Grande novità della stagione 1979-1980, il Perugia ruppe uno storico tabù diventando il primo club italiano ad applicare un marchio pubblicitario sulle proprie maglie, il pastificio Ponte. Per ovviare al divieto della Federazione – che ancora non permetteva questo tipo di accordi commerciali –, la squadra perugina fece ricondurre "ufficialmente" la sponsorizzazione a un maglificio per la produzione delle divise da gioco, la Ponte Sportswear, fondato ad hoc in maniera tale da evitare le sanzioni della FIGC.
L'accordo pubblicitario venne stipulato dalla società perugina, essenzialmente, per ottenere i soldi necessari all'ingaggio di Paolo Rossi: quando il 26 agosto 1979 la squadra scese per la prima volta in campo con le nuove casacche sponsorizzate, in occasione dell'esordio stagionale in Coppa Italia al Curi contro la Roma, ironia della sorte proprio Rossi fu l'unico giocatore biancorosso a non poter esibire il marchio pubblicitario per via di un suo precedente accordo commerciale, siglato a livello personale, con un'altra azienda operante nel settore agroalimentare (la Polenghi Lombardo).

La sponsorizzazione Ponte venne tuttavia subito stoppata dai vertici federali, tanto da costringere la formazione umbra a giocare buona parte del prosieguo della stagione con le vecchie divise dell'annata precedente.

Una fase di Perugia-Milan (1-1) del 14 ottobre 1979: i rossoneri dimenticarono a Milano la loro divisa da trasferta, sicché dovettero giocare la gara indossando la terza maglia blu perugina.

Al termine di un discreto iter burocratico con la Lega Nazionale Professionisti, l'esordio in Serie A della maglia sponsorizzata avverrà solo il 23 marzo 1980, ancora di fronte ai giallorossi, nella trasferta di campionato all'Olimpico di Roma; il Perugia vestì in quella partita la terza divisa blu, e anche Rossi poté esibire il marchio pubblicitario.
Per quanto riguarda le novità stilistiche delle maglie, non furono apportate particolari modifiche alle divise della passata stagione. In materia di casacche, è degno di nota quanto accadde il 14 ottobre 1979, in occasione della sfida interna di campionato contro il Milan: i rossoneri si presentarono in Umbria senza la loro seconda divisa bianca, così per ovviare al disguido il Perugia prestò agli avversari la sua terza maglia blu.
| Casa | Trasferta | Terza divisa |  |

## Organigramma societario
Area direttiva
- Presidente: Franco D'Attoma

Area organizzativa
- Segretario: Vinicio Salani

Area tecnica
- Direttore sportivo: Silvano Ramaccioni
- Allenatore: Ilario Castagner
- Allenatore in seconda: Giampiero Molinari

Area sanitaria
- Medici sociali: Mario Tomassini
- Massaggiatori: Bruno Palomba

## Rosa
| N. |                   | Ruolo | Calciatore                  |
| -- | ----------------- | ----- | --------------------------- |
|    | Italia (bandiera) | P     | Nello Malizia               |
|    | Italia (bandiera) | P     | Franco Mancini              |
|    | Italia (bandiera) | D     | Antonio Ceccarini           |
|    | Italia (bandiera) | D     | Paolo Dal Fiume             |
|    | Italia (bandiera) | D     | Mauro Della Martira         |
|    | Italia (bandiera) | D     | Pierluigi Frosio (capitano) |
|    | Italia (bandiera) | D     | Michele Nappi               |
|    | Italia (bandiera) | D     | Celeste Pin                 |
|    | Italia (bandiera) | D     | Daniele Tacconi             |
|    | Italia (bandiera) | D     | Luciano Zecchini            |

| N. |                   | Ruolo | Calciatore         |
| -- | ----------------- | ----- | ------------------ |
|    | Italia (bandiera) | C     | Giuseppe De Gradi  |
|    | Italia (bandiera) | C     | Gianfranco Casarsa |
|    | Italia (bandiera) | C     | Salvatore Bagni    |
|    | Italia (bandiera) | C     | Cesare Butti       |
|    | Italia (bandiera) | A     | Mario Goretti      |
|    | Italia (bandiera) | A     | Egidio Calloni     |
|    | Italia (bandiera) | A     | Paolo Rossi        |
|    | Italia (bandiera) | C     | Massimo Cocciari   |
|    | Italia (bandiera) | D     | Marco Mingucci     |
|    | Italia (bandiera) | A     | Mauro Vittiglio    |

## Risultati

### Serie A

#### Girone di andata
| Perugia 16 settembre 1979 1ª giornata | Perugia            | 0 – 0 | Catanzaro | Stadio Renato Curi\| Arbitro: \| Reggiani (Bologna) \| |
| Arbitro:                              | Reggiani (Bologna) |       |           |                                                        |

| Arbitro: | Longhi (Roma) |

|                |           |             |
| G. Savoldi 12’ | Marcatori | 90’ Goretti |

| Arbitro: | Lattanzi (Roma) |

|                          |           |  |
| P. Rossi 61’, 75’ (rig.) | Marcatori |  |

| Arbitro: | Bergamo (Livorno) |

|              |           |                     |
| Giordano 61’ | Marcatori | 41’ (rig.) P. Rossi |

| Arbitro: | Ciulli (Roma) |

|             |           |             |
| P. Rossi 1’ | Marcatori | 36’ Carotti |

| Arbitro: | Barbaresco (Cormons) |

|                    |           |                     |
| Damiani 82’ (rig.) | Marcatori | 71’ (rig.) P. Rossi |

| Arbitro: | Michelotti (Parma) |

|  |           |                         |
|  | Marcatori | 57’ Vullo 68’ P. Pulici |

| Arbitro: | Mattei (Macerata) |

|                   |           |          |
| Nobili 37’ (rig.) | Marcatori | 5’ Bagni |

| Arbitro: | Bergamo (Livorno) |

|                               |           |              |
| P. Rossi 22’, 29’ Goretti 80’ | Marcatori | 21’ B. Conti |

| Firenze 25 novembre 1979 10ª giornata | Fiorentina    | 0 – 0 | Perugia | Stadio Comunale\| Arbitro: \| Prati (Parma) \| |
| Arbitro:                              | Prati (Parma) |       |         |                                                |

| Perugia 2 dicembre 1979 11ª giornata | Perugia            | 0 – 0 | Ascoli | Stadio Renato Curi\| Arbitro: \| Michelotti (Parma) \| |
| Arbitro:                             | Michelotti (Parma) |       |        |                                                        |

| Arbitro: | Lattanzi (Roma) |

|                                                 |           |                   |
| Beccalossi 4’ Altobelli 75’ (rig.) Pasinato 87’ | Marcatori | 19’, 89’ P. Rossi |

| Arbitro: | Bergamo (Livorno) |

|              |           |  |
| P. Rossi 19’ | Marcatori |  |

| Arbitro: | Ciulli (Roma) |

|                                |           |                  |
| C. Pellegrini 39’ De Ponti 63’ | Marcatori | 1’, 76’ P. Rossi |

| Arbitro: | Lanese (Messina) |

|          |           |  |
| Bagni 9’ | Marcatori |  |

#### Girone di ritorno
| Arbitro: | Lattanzi (Roma) |

|                           |           |             |
| Palanca 73’ Bresciani 86’ | Marcatori | 55’ Goretti |

| Arbitro: | Mattei (Macerata) |

|             |           |                |
| Casarsa 67’ | Marcatori | 29’ G. Savoldi |

| Arbitro: | Michelotti (Parma) |

|            |           |                        |
| Pianca 88’ | Marcatori | 45’ Bagni 46’ P. Rossi |

| Perugia 3 febbraio 1980 19ª giornata | Perugia               | 0 – 0 | Lazio | Stadio Renato Curi\| Arbitro: \| Ballerini (La Spezia) \| |
| Arbitro:                             | Ballerini (La Spezia) |       |       |                                                           |

| Arbitro: | Benedetti (Roma) |

|               |           |  |
| Antonelli 74’ | Marcatori |  |

| Arbitro: | Longhi (Roma) |

|             |           |  |
| Casarsa 53’ | Marcatori |  |

| Arbitro: | Bergamo (Livorno) |

|                             |           |  |
| C. Sala 66’ F. Graziani 83’ | Marcatori |  |

| Arbitro: | Tonolini (Milano) |

|               |           |  |
| Dal Fiume 56’ | Marcatori |  |

| Arbitro: | Casarin (Milano) |

|                                                                  |           |  |
| Dal Fiume 26’ (aut.) Benetti 46’ Pruzzo 61’ (rig.) Ancelotti 86’ | Marcatori |  |

| Arbitro: | Agnolin (Bassano del Grappa) |

|           |           |                        |
| Bagni 45’ | Marcatori | 34’ Sella 64’ Desolati |

| Arbitro: | Milan (Treviso) |

|                    |           |  |
| A. Moro 35’ (rig.) | Marcatori |  |

| Perugia 13 aprile 1980 27ª giornata | Perugia              | 0 – 0 | Inter | Stadio Renato Curi\| Arbitro: \| Barbaresco (Cormons) \| |
| Arbitro:                            | Barbaresco (Cormons) |       |       |                                                          |

| Arbitro: | Ciulli (Roma) |

|                                         |           |  |
| Fanna 46’ Tavola 58’ Bettega 66’ (rig.) | Marcatori |  |

| Arbitro: | Tonolini (Milano) |

|                 |           |           |
| Frosio 11’, 25’ | Marcatori | 65’ Massa |

| Arbitro: | Vitali (Bologna) |

|              |           |                |
| L. Piras 69’ | Marcatori | 47’, 80’ Bagni |

### Coppa Italia

#### Primo turno
| Bari 22 agosto 1979 1ª giornata | Bari           | 0 – 0 | Perugia | Stadio della Vittoria\| Arbitro: \| Pieri (Genova) \| |
| Arbitro:                        | Pieri (Genova) |       |         |                                                       |

| Arbitro: | D'Elia (Salerno) |

|  |           |                   |
|  | Marcatori | 23’ Di Bartolomei |

| Ascoli Piceno 5 settembre 1979 4ª giornata | Ascoli          | 0 – 0 | Perugia | Stadio Cino e Lillo Del Duca\| Arbitro: \| Milan (Treviso) \| |
| Arbitro:                                   | Milan (Treviso) |       |         |                                                               |

| Arbitro: | Casarin (Milano) |

|             |           |  |
| Goretti 24’ | Marcatori |  |

### Coppa UEFA
| Arbitro: | Rainea |

|                        |           |  |
| Vujadinovic 44’ (aut.) | Marcatori |  |

| Zagabria 3 ottobre 1979 Trentaduesimi di finale - Ritorno | Dinamo Zagabria | 0 – 0 | Perugia | Stadio Maksimir\| Arbitro: \| Corver \| |
| Arbitro:                                                  | Corver          |       |         |                                         |

| Arbitro: | Van Langenhove |

|                 |           |              |
| Semertzidis 64’ | Marcatori | 16’ P. Rossi |

| Arbitro: | Christov |

|  |           |                                     |
|  | Marcatori | 7’ Kuis 15’ Semertzidis 63’ Zindros |

## Statistiche

### Statistiche di squadra
| Competizione | Punti | Totale | Totale | Totale | Totale | Totale | Totale | DR |
| Competizione | Punti | G      | V      | N      | P      | Gf     | Gs     | DR |
| ------------ | ----- | ------ | ------ | ------ | ------ | ------ | ------ | -- |
| Serie A      | 30    | 30     | 9      | 12     | 9      | 27     | 32     | -5 |
| Coppa Italia |       | 4      | 1      | 2      | 1      | 1      | 1      | 0  |
| Coppa UEFA   |       | 4      | 1      | 2      | 1      | 2      | 4      | -2 |
| Totale       |       | 38     | 11     | 16     | 11     | 30     | 37     | -7 |

### Statistiche dei giocatori
| Giocatore        | Serie A  | Serie A | Serie A     | Serie A    |
| Giocatore        | Presenze | Reti    | Ammonizioni | Espulsioni |
| ---------------- | -------- | ------- | ----------- | ---------- |
| S. Bagni         | 25       | 6       | ?           | ?          |
| C. Butti         | 27       | 0       | ?           | ?          |
| E. Calloni       | 12       | 0       | ?           | ?          |
| G. Casarsa       | 20       | 2       | ?           | ?          |
| A. Ceccarini     | 29       | 0       | ?           | ?          |
| M. Cocciari      | 1        | 0       | ?           | ?          |
| P. Dal Fiume     | 25       | 1       | ?           | ?          |
| G. De Gradi      | 12       | 0       | ?           | ?          |
| M. Della Martira | 22       | 0       | ?           | ?          |
| P. Frosio        | 29       | 2       | ?           | ?          |
| M. Goretti       | 25       | 3       | ?           | ?          |
| N. Malizia       | 22       | 0       | ?           | ?          |
| F. Mancini       | 12       | 0       | ?           | ?          |
| M. Mingucci      | 1        | 0       | ?           | ?          |
| M. Nappi         | 27       | 0       | ?           | ?          |
| C. Pin           | 7        | 0       | ?           | ?          |
| P. Rossi         | 28       | 13      | ?           | ?          |
| D. Tacconi       | 22       | 0       | ?           | ?          |
| M. Vittiglio     | 3        | 0       | ?           | ?          |
| L. Zecchini      | 9        | 0       | ?           | ?          |